# 小山持政
小山 持政（おやま もちまさ、生没年不詳）は、室町時代から戦国時代初期にかけての武将、守護大名。下野の豪族小山氏当主で、下野守護。小山泰朝の長男・小山満泰（みつやす、「満」は足利氏満の偏諱を賜ったものとされる）の子。元服時に鎌倉公方・足利持氏より偏諱を受けて持政と名乗る。

## 生涯

### 小山氏の復興
小山氏は小山義政の乱の後、嫡流が断絶し、庶流の結城氏から小山泰朝を当主に迎えることによってかろうじて存続を許されていた。泰朝の次男・氏朝が伯父の結城満広の養子に迎えられるなど、小山氏と結城氏とは引き続き親密な関係にあったが、長男・満泰の子の小山持政（氏朝の甥）の代になると、小山氏は勢力を盛り返し、結城氏から離れて独自路線をとるようになり、室町幕府と鎌倉府が対立した永享9年（1437年）の永享の乱では鎌倉公方・足利持氏に味方した結城氏に敵対し、幕府方に味方した。
永享の乱で持氏が敗死したが、結城氏朝が持氏の遺児春王丸・安王丸兄弟を擁して永享12年（1440年）に結城城で幕府に対する兵を挙げた（結城合戦）。この時、結城氏が一族の惣領的な地位にいたため一族の多くは結城方として幕府軍と戦ったが、持政は幕府軍に味方して活躍した。結城合戦は幕府軍の勝利で結城氏は没落した。合戦後、持政は下野守に任ぜられるなど自立した。嘉吉元年（1441年）に義政以来、久方ぶりに下野守護に復帰し小山氏は宗家断絶後の復興を成し遂げたのである。

### 関東の争乱と持政
鎌倉府が絶えると上杉氏の勢力が強大化した。それに対して多くの関東諸将は室町幕府に鎌倉府の再興を願った。足利持氏の遺児成氏が赦免されて鎌倉公方として下向した。しかし、新公方成氏と上杉氏は対立、享徳3年（1454年）、ついに成氏が側近に命じて関東管領上杉憲忠を暗殺し、関東地方は公方成氏派と管領上杉氏派に分かれて対立し享徳の乱と後に呼ばれる争乱が始まった。
この乱では持政は一貫して公方成氏を支持して活動し、享徳4年（1455年）には上杉派の同国の宇都宮等綱と戦っている。後に成氏の信頼を得た持政は目覚しい活躍を見せ、成氏と「義兄弟の契り」を交わすほどの人物となっていく。しかし、形勢は幕府が積極的に介入してきたことにより成氏は鎌倉を維持できなくなり、成氏は持政の影響力が及び、鎌倉府の御料所の多い古河に本拠地を移した。以後、成氏は古河公方と呼ばれるようになる。
成氏は小山氏、結城氏らの支援を得て上杉方と対峙した。幕府も長禄元年（1457年）に成氏にかわる鎌倉公方として、8代将軍足利義政の異母兄の足利政知を関東へ下向させた。しかし、成氏を支持する小山氏、結城氏らの勢力を恐れて鎌倉へは入らず、伊豆堀越にとどまった。その結果、成氏は古河公方、政知は堀越公方となった。それらの現状は、上杉氏の勢力と小山氏、結城氏の勢力が均衡を保っていた結果であった。強大な上杉氏に対抗するだけの勢力を有するまでに小山氏をしたのは持政の手腕であった。

### 晩年
享徳の乱の間に嫡子の氏郷（うじさと、「氏」は成氏の偏諱を賜ったもの）と嫡孫の虎犬丸（とらいぬまる）を病気で失ったために、持政は老齢にもかかわらず小山氏の当主として成氏を助けて、各地を転戦して上杉方の軍勢との合戦を続けた。長享4年（1460年）、寛正5年（1464年）、文正元年（1466年）と将軍義政から再三にわたって帰順の命令がきたが、持政は頑として拒絶し、成氏の支持を続けたが、文明3年（1471年）に4度目の帰順の命令が持政にきた。一族、重臣の離反の危機などをうけて、ついに持政は幕府の命令に応じた。その後の持政の動向は不明だが、この年の内に亡くなったものと思われる。その後、小山氏は従甥で養子の小山成長が継いだ。

## その他一族
叔父に結城氏朝（小山泰朝・満泰同一人物説では実の兄弟）、従弟に結城持朝、結城朝兼、結城長朝、結城成朝。甥に宇都宮明綱。孫に虎犬丸。